# 第17回サンディエゴ映画批評家協会賞
 17th SDFCS Awards 

2012年12月11日

作品賞: 

 アルゴ 
第17回サンディエゴ映画批評家協会賞は、サンディエゴ映画批評家協会が2012年の映画に贈る賞である。2012年12月9日にノミネート、11日に受賞結果が発表された。

## 受賞とノミネート一覧

### 主演男優賞
- ダニエル・デイ＝ルイス - 『リンカーン』
  - ブラッドリー・クーパー - 『世界にひとつのプレイブック』
  - ジョン・ホークス - 『セッションズ』
  - ヒュー・ジャックマン - 『レ・ミゼラブル』
  - ホアキン・フェニックス - 『ザ・マスター』

### 主演女優賞
- ミシェル・ウィリアムズ - 『テイク・ディス・ワルツ』
  - ジェシカ・チャステイン - 『ゼロ・ダーク・サーティ』
  - ヘレン・ハント - 『セッションズ』
  - ジェニファー・ローレンス - 『世界にひとつのプレイブック』
  - ナオミ・ワッツ - 『インポッシブル』

### アニメ映画賞
- 『パラノーマン ブライス・ホローの謎』
  - 『メリダとおそろしの森』
  - 『フランケンウィニー』
  - 『ガーディアンズ 伝説の勇者たち』
  - 『シュガー・ラッシュ』

### 撮影賞
- 『ライフ・オブ・パイ/トラと漂流した227日』 - クラウディオ・ミランダ
  - 『ハッシュパピー 〜バスタブ島の少女〜』 - ベン・リチャードソン
  - 『ジャンゴ 繋がれざる者』 - ロバート・リチャードソン
  - 『ザ・マスター』 - ミハイ・マライメア・Jr
  - 『レ・ミゼラブル』 - ダニー・コーエン

### 監督賞
- ベン・アフレック - 『アルゴ』
  - ポール・トーマス・アンダーソン - 『ザ・マスター』
  - キャスリン・ビグロー - 『ゼロ・ダーク・サーティ』
  - アン・リー - 『ライフ・オブ・パイ/トラと漂流した227日』
  - デヴィッド・O・ラッセル - 『世界にひとつのプレイブック』

### ドキュメンタリー賞
- The Invisible War
  - Bully
  - 『二郎は鮨の夢を見る』
  - The Queen of Versailles
  - Samsara

### 編集賞
- 『アルゴ』 - ウィリアム・ゴールデンバーグ
  - 『ジャッキー・コーガン』 - ブライアン・A・ケイツ、ジョン・ポール・ホルストマン
  - 『ライフ・オブ・パイ/トラと漂流した227日』 - ティム・スクワイアズ
  - 『ザ・マスター』 - レスリー・ジョーンズ、ピーター・マクナルティ
  - 『ゼロ・ダーク・サーティ』 - ウィリアム・ゴールデンバーグ、ディラン・ティチェナー

### アンサンブル演技賞
- 『ウォールフラワー』
  - 『アルゴ』
  - 『ジャンゴ 繋がれざる者』
  - 『レ・ミゼラブル』
  - 『セブン・サイコパス』

### 作品賞
- 『アルゴ』
  - 『ジャンゴ 繋がれざる者』
  - 『ザ・マスター』
  - 『世界にひとつのプレイブック』
  - 『ゼロ・ダーク・サーティ』

### 外国語映画賞
- 『少年と自転車』 •  ベルギー/ フランス/ イタリア
  - 『愛、アムール』 •  オーストリア/ フランス/ ドイツ
  - 『ヘッドハンター』 •  ノルウェー
  - 『ホーリー・モーターズ』 •  フランス/ ドイツ
  - 『最強のふたり』 •  フランス

### 美術賞
- 『クラウド アトラス』 - ヒュー・ベイトアップ、ウリ・ハニッシュ
  - 『アンナ・カレーニナ』 - サラ・グリーンウッド
  - 『アルゴ』 - シャロン・シーモア
  - 『レ・ミゼラブル』 - イヴ・スチュアート
  - 『ムーンライズ・キングダム』 - アダム・ストックハウゼン

### 音楽賞
- 『ザ・マスター』 - ジョニー・グリーンウッド
  - 『アルゴ』 - アレクサンドル・デスプラ
  - 『ハッシュパピー 〜バスタブ島の少女〜』 - ベン・ザイトリン、ダン・ローマー
  - 『ライフ・オブ・パイ/トラと漂流した227日』 - マイケル・ダナ
  - 『ムーンライズ・キングダム』 - アレクサンドル・デスプラ

### オリジナル脚本賞
- 『ザ・マスター』 - ポール・トーマス・アンダーソン
  - 『キャビン』 - ジョス・ウィードン、ドリュー・ゴダード
  - 『ジャンゴ 繋がれざる者』 - クエンティン・タランティーノ
  - 『ムーンライズ・キングダム』 - ウェス・アンダーソン、ロマン・コッポラ
  - 『テイク・ディス・ワルツ』 - サラ・ポーリー

### 脚色賞
- 『アルゴ』 - クリス・テリオ
  - 『ライフ・オブ・パイ/トラと漂流した227日』 - デヴィッド・マギー
  - 『リンカーン』 - トニー・クシュナー
  - 『ウォールフラワー』 - スティーヴン・シュボースキー
  - 『世界にひとつのプレイブック』 - デヴィッド・O・ラッセル

### 助演男優賞
- クリストフ・ヴァルツ - 『ジャンゴ 繋がれざる者』
  - アラン・アーキン - 『アルゴ』
  - フィリップ・シーモア・ホフマン - 『ザ・マスター』
  - マシュー・マコノヒー - 『キラー・スナイパー』
  - クリストファー・ウォーケン - 『セブン・サイコパス』

### 助演女優賞
- エマ・ワトソン - 『ウォールフラワー』
  - エイミー・アダムス - 『ザ・マスター』
  - サマンサ・バークス - 『レ・ミゼラブル』
  - アン・ハサウェイ - 『レ・ミゼラブル』
  - レベル・ウィルソン - Pitch Perfect